# Eyal Podell
Eyal Podell (hebräisch אייל פודל; * 11. November 1975 in Tel Aviv) ist ein israelisch-US-amerikanischer Schauspieler und Drehbuchautor, der durch seine Rolle als Adrian Korbel aus der Seifenoper Schatten der Leidenschaft Bekanntheit erlangte.

## Leben und Karriere
Eyal Podell wurde in der israelischen Stadt Tel Aviv geboren, wo er die ersten zwei Jahre seines Lebens verbrachte. Später zog die Familie nach Hongkong und ließ sich schließlich im Westchester County im US-Bundesstaat New York nieder, als Podell acht Jahre alt war. Er machte seinen Abschluss am Dartmouth College in Hanover, New Hampshire.
Um als Schauspieler Fuß zu fassen, zog Podell später nach Los Angeles. 1998 hatte er seinen ersten TV-Auftritt in einer Folge der Serie Players. Größere Bekanntheit erlangte er durch den Film Insider, in dem er den Filmsohn von Al Pacino spielte. In der Folge war Podell vor allem als Gastdarsteller in Serien wie Emergency Room – Die Notaufnahme, JAG – Im Auftrag der Ehre, Charmed – Zauberhafte Hexen, Without a Trace – Spurlos verschwunden und Crossing Jordan – Pathologin mit Profil.
Von 2006 an war er für zwei Jahre als Adrian Korbel in der Seifenoper Schatten der Leidenschaft zu sehen. Später übernahm er auch wiederkehrende Rollen in 24 und Defying Gravity – Liebe im Weltall. Weitere Gastauftritte folgten u. a. in Bones – Die Knochenjägerin, Navy CIS: L.A., Criminal Minds und Navy CIS: New Orleans.
Neben seiner Schauspieltätigkeit ist Podell auch als Drehbuchautor aktiv, vor allem im Bereich des Animationsfilms. So war er am Schreibprozess von Filmen wie Cars 3: Evolution, Smallfoot – Ein eisigartiges Abenteuer und Angry Birds 2 – Der Film beteiligt.
Eyal Podell hat mit seiner Frau, mit der er seit 2004 verheiratet ist, einen gemeinsamen Sohn.

## Filmografie (Auswahl)
- 1998: Players (Fernsehserie, Episode 1x17)
- 1999: Undressed – Wer mit wem? (Undressed, Fernsehserie, 6 Episoden)
- 1999: Insider
- 2001: Ally McBeal (Fernsehserie, Episode 4x16)
- 2001: Im Fadenkreuz – Allein gegen alle (Behind Enemy Lines)
- 2002: Wer tötete Victor Fox? (Unconditional Love)
- 2002: Emergency Room – Die Notaufnahme (ER, Fernsehserie, Episode 9x04)
- 2002: JAG – Im Auftrag der Ehre (J.A.G., Fernsehserie, Episode 8x10)
- 2003: Without a Trace – Spurlos verschwunden (Without a Trace, Fernsehserie, Episode 1x15)
- 2003: Charmed – Zauberhafte Hexen (Charmed, Fernsehserie, 2 Episoden)
- 2003–2005: Everwood (Fernsehserie, 2 Episoden)
- 2004: Angel – Jäger der Finsternis (Angel, Fernsehserie, Episode 5x13)
- 2004: CSI: Vegas (CSI: Crime Scene Investigation, Fernsehserie, Episode 5x04)
- 2005: Phantom Below (Tides of War)
- 2006: Crossing Jordan – Pathologin mit Profil (Crossing Jordan, Fernsehserie, Episode 5x14)
- 2006: Lost (Fernsehserie, Episode 2x23)
- 2005–2006: Welcome, Mrs. President (Fernsehserie, 6 Episoden)
- 2006–2008: Schatten der Leidenschaft (The Young and the Restless, Fernsehserie, 148 Episoden)
- 2008: Dr. House (House M.D., Fernsehserie, Episode 4x12)
- 2008–2009: The Game (Fernsehserie, 3 Episoden)
- 2009: CSI: NY (Fernsehserie, Episode 5x12)
- 2009: 24 (Fernsehserie, 4 Episoden)
- 2009: Defying Gravity – Liebe im Weltall (Defying Gravity, Fernsehserie, 13 Episoden)
- 2010: The Forgotten – Die Wahrheit stirbt nie (The Forgotten, Fernsehserie, Episode 1x16)
- 2011: Bones – Die Knochenjägerin (Bones, Fernsehserie, Episode 6x20)
- 2011: Private Practice (Fernsehserie, Episode 5x04)
- 2012: Touch (Fernsehserie, Episode 1x07)
- 2012: Navy CIS: L.A. (Fernsehserie, Episode 3x24)
- 2013: Monday Mornings (Fernsehserie, 3 Episoden)
- 2013: The Mentalist (Fernsehserie, Episode 5x19)
- 2014: Criminal Minds (Fernsehserie, Episode 10x03)
- 2014–2015: Navy CIS: New Orleans (Fernsehserie, 2 Episoden)
- 2017: Code Black (Fernsehserie, Episode 2x13)
- 2019: For the People (Fernsehserie, Episode 2x01)